# 蘇弗朗號戰艦
敘弗朗號戰艦（法語：Suffren）是法國海軍所建造的前無畏艦。本艦艦名來自法國18世紀著名的海軍中將皮埃爾·安德烈·德·敘弗朗，在設計上由前一型耶拿號改進而來，其配備4門305公釐口徑1893/96年型主砲在2座雙聯裝砲塔內，水線裝甲帶最大厚度為300（12英寸），排水量落在12,432公噸（12,236長噸），最大航速可達17節（31每小時；20英里每小時）。法國海軍於1899年1月5日開始建造敘弗朗號，經過半年的建造時間後於1899年7月25日首次下水，最後在1904年2月3日正式服役。
服役初期，敘弗朗號曾與其它軍艦發生2次相撞事故，以及2次推進軸斷裂意外。第一次世界大戰爆發後，法國海軍將敘弗朗號派遣至達達尼爾海峽，協助聯軍攻擊該地。蘇弗朗號抵達海峽後，隨即加入當地的英國艦隊，對海峽口沿岸多個鄂圖曼防禦工事進行砲擊。在1915年3月18日的總攻擊下，蘇弗朗號遭到鄂圖曼岸防砲猛烈攻擊，受到大小不一的損壞，之後立刻返回土倫大修。維修結束後，蘇弗朗號再度來到達達達尼爾海峽，以砲火支援在加利波利戰役中搶登陸的盟軍部隊。隨著盟軍在半島的戰事不利，陸軍部隊開始撤離半島，蘇弗朗號也於1915年12月撤離，途中意外地撞沉另一艘英國運輸船，本艦也受到嚴重損傷。經過修理後，蘇弗朗號被分配到另一支法國分艦隊，並前往巴爾幹半島防止希臘王國對協約國在薩洛尼卡前線進行干擾行動。接下來，蘇弗朗號準備前往洛里昂進行大修，但在1916年11月26日途經里斯本時遭到德國U-52号潜艇的魚雷襲擊而沉入海底，艦上648名船員全數罹難。

## 設計

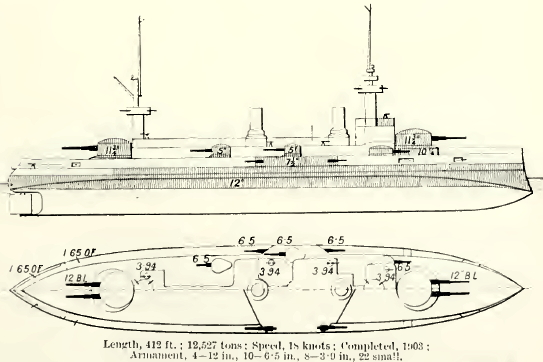
蘇弗朗號描繪圖，出自1912年的布拉希海軍年鑑（Brassey's Naval Annual）。

蘇弗朗號戰艦主要由前一型耶拿號改進而來，最初只計畫針對武器及裝甲等部分進行加強，以便能加速整個研發流程，但海軍工程委員會（法語：Conseil des travaux de la Marine）介入後，整個設計重新大改，僅一小部分採用原耶拿號佈局。與耶拿號相比，本艦改動最大的部分包括將副砲的配置區域從炮廓移動至砲塔內；水線裝甲帶的厚度比耶拿號更薄，靠近兩端的部分也更細。主砲的砲彈儲存量也從每門45發增加到每門60發。

### 整體特徵
蘇弗朗號戰艦船全長125.91（413英尺1英寸），比前一型耶拿號只多3.55（11英尺8英寸）。本艦舰宽21.42（70英尺3英寸）、船艏吃水深度為7.39（24英尺3英寸）、船艉吃水深度則是8.22（27.0英尺）。其正常排水量為12,432公噸（12,236長噸），滿載時則提升至12,892公噸（12,690長噸），與前一型耶拿號相比多700公噸（700長噸）。艦體下方加裝舭龍骨，以便能加強其穩定性。總體來說，蘇弗朗號的船體尺寸與噸位皆比前一型耶拿號稍大一些。

### 推進系統
蘇弗朗號戰艦在推進系統上使用3組英德萊特垂直型三脹式蒸汽機，每一組蒸汽機各推動一船軸。中心的船軸驅動一個三葉螺旋槳，側邊2個船軸則各驅動一個四葉螺旋槳，每個螺旋槳的直徑為4.39（14英尺5英寸）。推進系統的動力由24台尼克勞斯式鍋爐提供，這些鍋爐的工作壓力環境在18千克每平方（1,765千帕斯卡；256磅力每平方英寸）。整體推進系統的額定功率為16,200匹指示馬力（12,100千瓦特），最高時可達到16,809匹指示馬力（12,534千瓦特）；在海試時，本艦最高航速曾達到17.91節（33.17每小時；20.61英里每小時），僅略低於最初設計時預定的18節（33每小時；21英里每小時）航速。出航時最多可攜帶1,233公噸（1,214長噸）燃煤，確保在12節（22每小時；14英里每小時）航速下，巡航半徑可達到3,086海里（5,715；3,551英里）。艦上另外還備有52.15公噸（51.33長噸）的燃油，這些油料以噴霧方式噴灑在燃煤上，使燃煤燃燒效率提高。在供電系統上，蘇弗朗號上設有2台600安培與3台1200安培直流發電機，可為本艦供給80伏特電力。

### 武器配備

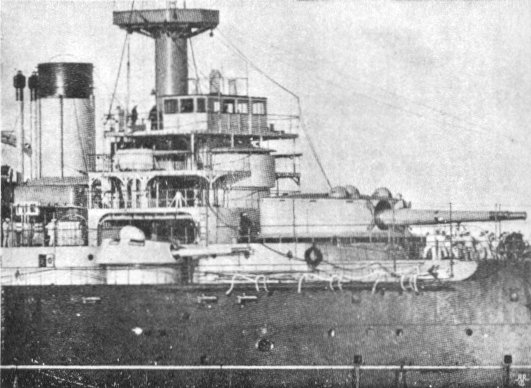
蘇弗朗號上的305公釐口徑1893/96年型主砲。

如同前一型耶拿號，蘇弗朗號的主要武器是4門305公釐口徑1893/96年型主砲，這些主砲為40倍徑，以雙聯裝方式安裝在2座主砲塔內，2座主砲塔則平均分布在船的2側。305公釐口徑主砲在最大仰角為15度時，可達到12,000（13,000碼）射擊半徑。射速上以每分鐘1發的速度，將340（750磅）重的砲彈以780每秒（2,600英尺每秒）槍口初速向外射擊。艦上的每門主砲配備60發砲彈。
本艦的次要武器為10門164公釐口徑1893/96年型火砲，其中6門以單裝方式安裝在砲塔內，這6座砲塔平均分布在上層建築的兩側；另外4門則配置在內傾船舷中間突出舷側平臺上的炮廓內，相當於船舯之處。164公釐口徑火砲射擊時可以將52（115磅）重的砲彈，依865每秒（2,840英尺每秒）槍口初速拋至9,000（9,800碼）遠的目標；其射速在理論上在每分鐘2到3輪之間。艦上另有8門100公釐口徑1893年型火砲，這些火炮以護板保護，並平均設置在遮蔽甲板與船艛建築等處。100公釐火砲使用的砲彈重量為12（26磅），當火炮升角為20度時，可將砲彈以710每秒（2,300英尺每秒）的速度拋至9,500（10,400碼）遠的目標；這些火炮儘管在理論上可每分鐘發射6輪砲彈，但在實際上每分鐘僅能發射3輪。當軍艦出航時，艦上會攜帶1906發砲彈供164公釐口徑火砲使用，另外備有2264發砲彈供100公釐口徑火砲使用。
20門50倍徑哈其開斯47公釐口徑1885年型火砲構成艦上防禦魚雷艇的主要武器，這些火炮安裝在桅桿上部與船艛建築等處。47公釐口徑火砲可將1.49（3.3磅）重的砲彈，以610每秒（2,000英尺每秒）槍口初速拋至4,000（4,400碼）遠的目標；其射速在理論上為每分鐘15輪，但實際上僅每分鐘7輪。出航時，艦上會攜帶15000發砲彈供47公釐口徑火砲使用。在艦橋上方另裝設2門哈其開斯37公釐口徑1885年型火砲。37公釐口徑火砲使用的砲彈重量為.48（1.1磅），槍口初速610每秒（2,000英尺每秒），最遠射程可達3,200（3,500碼），其射速為每分鐘25輪。艦上另裝設4組450（18英寸）口徑魚雷管，其中2組在船體水面下，約在前砲塔後方的位置，並與船樑成30度角固定；另外2組位於水面上艦舯部位，並可小幅度旋轉角度。儲備量上共有12枚1892年型魚雷，其中4枚為備用。

### 裝甲
蘇弗朗號戰艦擁有完整的水面裝甲帶，其高度為2.5（8英尺2英寸），厚度為300（11.8英寸），裝甲帶下緣厚度平均為120（4.7英寸）。裝甲帶上方完整地保護整個炮廓，整體厚度為110（4.3英寸）。裝甲甲板最大厚度為60（2.4英寸），前裝甲橫艙與後裝甲橫艙的側壁厚度為110（4.3英寸）。
主砲塔裝甲最大厚度為290（11.4英寸），砲塔頂部以 50（2.0英寸）厚的裝甲保護，砲座的裝甲厚度則為250（9.8英寸）。副砲塔正面與後方的裝甲厚度分別為102（4.0英寸）與192（7.6英寸）；司令塔側面裝甲厚度在224—274（8.8—10.8英寸）。通訊管道則以150（5.9英寸）厚的裝甲保護。

## 服役歷程

### 建造
蘇弗朗號戰艦的名稱來自於法國18世紀著名的海軍中將皮埃爾·安德烈·德·蘇弗朗，法國海軍於1898年4月21日向布雷斯特兵工廠下訂本艦，並在1899年1月5日開始鋪設龍骨。開工後僅經過數個月，便於7月25日首次下水；然而自1900年7月開始艤裝工程後，卻因為裝甲與設備無法趕上交付日而一度工程延宕。當艦體工程告一段落後，蘇弗朗號開始於1903年11月開始進行海試，不過此時還未正式服役。1903年8月18日，本艦協同馬塞納號自長島離開，準備參與火砲射擊試驗。工作人員為了測試裝甲板對大型砲彈的抵抗能力，將一片厚55（21.7英寸），尺寸為225乘95（7英尺5英寸乘3英尺1英寸）的低碳鋼板安裝在蘇弗朗號前砲塔側面。馬塞納號在航行中與蘇弗朗號保持100（330英尺）的距離，並向該裝甲板發射數枚305（12英寸）口徑砲彈。前3發是訓練砲彈，在命中裝甲板後僅造成些許破碎。最後2發砲彈在加滿火藥後朝裝甲板射擊，最終把裝甲板炸開，但是蘇弗朗號的砲塔仍能運作，砲塔內的日耳曼電氣火控系統以及放置在砲塔上的6隻羊皆沒有受到傷害。裝甲板炸裂產生的碎片四處飛散，其中一塊擊中馬塞納號裝甲帶上方，在該處造成一個15（5.9英寸）大小的洞；另一塊碎片則落在海軍部長卡米爾·佩勒坦所站位置幾公尺處遠的地方，當時佩勒坦正在觀察測試過程，差點被這些鋼板碎片砸中。

### 服役初期
蘇弗朗號後來於1904年2月3日正式服役，法國海軍將本艦指派至法國地中海艦隊，隨後於2月10日成為艦隊旗艦，由海軍少將帕爾馬·古爾東指揮。1904年4月，法國總統埃米勒·盧貝搭乘蘇弗朗號前往拿坡里進行國事訪問。隨著時間的推移，法國人員發現蘇弗朗號在航行時暴露一些缺陷，這當中包括絞盤動力不足，在15—20（49—66英尺）深的海域上幾乎無法升錨；另一個缺陷是中央發動機及其螺旋槳軸非常容易過熱。動力問題隨後引發多次事故，包括在1906年2月5日的在伊埃爾與長島海域進行軍事演習期間，戰艦編隊因改道卻未通知，導致狐鰹號潛艦不慎航行至與艦隊交匯之處，並與蘇弗朗號相撞。事發當時，狐鰹號正準備上浮就射擊位置，但潛艦上的人員利用潛望鏡發現離蘇弗朗只有30（98英尺）的距離後緊急下潛，而蘇弗朗號發現潛艦後則是設法快速轉向，卻不幸地撞上正在緊急下潛的狐鰹號。這場撞擊導致蘇弗朗號右舷數個艙室進水，必須立刻返回土倫進行緊急維修。狐鰹號尾端則幾乎撞毀，數個壓艙水艙都因撞擊而裂開，在緊急搶救後才得以避免下沉，所幸2艦皆沒有任何一人傷亡。
1906年夏季，蘇弗倫號上位於艦體上方的魚雷管被移除。當本艦於1907年3月12日於土倫進入旱塢時，一旁的耶拿號卻突然發生彈藥艙爆炸意外。四散的燃燒碎片掉落在蘇弗朗號上引起小火花，所幸沒有引發連鎖效應而爆炸損壞。1908年初期，一台2（6英尺7英寸）巴爾和斯特勞測距儀安裝在艦橋上。當蘇弗朗號於8月13日在儒昂湾航行時，左側推進軸突然斷裂，掉落至26（85英尺）深的海底。工程師隨後向英德萊特下訂新的設備，但後來又提議直接將原耶拿號上的設備拿來使用，新的設備則當作備品存放。海軍總部後來拒絕這提案，要求工程單位直接裝設新設備。後來工程單位還針對中央螺旋槳軸進行修改，成功改善了容易過熱的問題。當左側推進軸修繕後，右側推進軸也突然在1910年11月斷裂而沉入海中。由於沒有新的設備可立即替換，蘇弗倫號不得不停靠在港內等待3個月以上。不過在等待期間，艦上的鍋爐被徹底檢修一遍。1911年2月14日，本艦的駐錨主鏈突然斷裂，造成1名船員死亡，另有2人受傷。當蘇弗倫號在1914年5月28日的艦隊演習中，其推進系統突然故障，導致本艦航速驟降，使後方的民主號閃避不及而相撞，所幸只有輕微受損，僅損失左錨與錨鏈筒。

### 第一次世界大戰期間

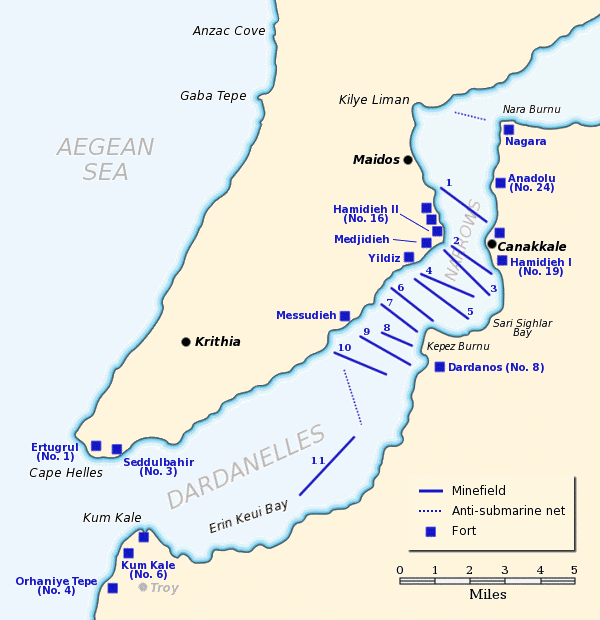
鄂圖曼帝國於1915年2月至3月間，在達達尼爾海峽的防線佈置圖。

當第一次世界大戰爆發後不久，法國人員在蘇弗朗號的艦橋附近上加裝巴爾和斯特勞測距儀，其中2組安裝在艦橋前後的橫向圍欄上。後方的艙壁也被拆卸，另外將船樓建築上方2門100（3.9英寸）口徑火炮轉移至下層甲板。1914年9月26日，法國海軍下令蘇弗朗號與真理號前往達達尼爾海峽，協助英國海軍封鎖該海域，阻止前往鄂圖曼的德艦格本号與布雷斯勞號返回地中海。2艘法國前無畏艦與英艦會合後，於11月3日向海峽沿岸的鄂圖曼帝國防禦工事進行砲擊。此次炮擊僅使用11分鐘，並且幾乎沒有造成任何傷害，但此舉卻讓鄂圖曼帝國警覺需在此地加強防禦工事。蘇弗朗號後來於11月16日返回土倫，花了許多時間在改裝作業上。

#### 加里波利海戰
1915年1月9日，蘇弗朗號擔任法國戰艦編隊旗艦，並且在海軍准將埃米爾·保羅·阿馬布勒·蓋普拉特的指揮下再度前往達達尼爾海峽。2月19日，本艦向位在亞洲一側的库姆卡莱要塞（Kum Kale）進行砲擊。位在觀測位置的布韋號利用無線電報通知蘇弗朗號調整射擊位置，後方的高盧人號則對其他岸防炮執行反砲兵火力。當日下午，英艦報仇號準備向位在亞洲一側的欧哈涅特普要塞（Orhaniye Tepe）進行砲擊；然而在接近堡壘時，鄂圖曼方突然開始開砲反擊。由於鄂圖曼的反擊猛烈，使得報仇號陷入苦戰，英艦不屈號試圖向鄂圖曼岸防砲壓制火力，看是否能協助報仇號擺脫攻勢，但最終沒有成功；後來報仇號靠著法艦蘇弗朗號與高盧人號的聯合火力才得以脫身。總計本艦在該日的戰鬥中，共消耗30發305（12.0英寸）口徑砲彈與227發164（6.5英寸）口徑砲彈。
2月25日，蘇弗朗號再次隨聯軍艦隊前往達達尼爾海峽對同樣的目標進行有限地炮擊作戰，然而此次砲擊位置比2月19日還要向前3,000碼（2,700），因此比之前獲得更大的戰果。法國分艦隊接下來於3月2日轉移至萨罗斯湾，朝駐防在加里波利半島上的防禦工事進行砲擊。3月7日，法國分艦隊則改為壓制砲火任務，原砲擊任務則由英國戰艦接手進行。3月11日，蓋普拉特帶領分艦隊重回薩羅斯灣，對鄂圖曼的防禦工事再次砲擊。
協約國接下來於3月18日對海峽沿岸的防禦工事進行總攻擊，英艦率先駛入海峽，法艦則在後方進行支援。在開炮後不久，蘇弗朗號便遭受鄂圖曼砲火猛烈攻擊，僅在15分鐘內便被擊中14次以上。鄂圖曼使用的24（9.4英寸）口徑砲彈並沒有對本鑑造成重大損失。一发24厘米炮弹曾命中絮弗伦号的后主砲塔，结果被炮塔厚实的装甲彈開。但是另1發24（9.4英寸）口徑砲彈在击中1座164（6.5英寸）口徑副砲塔後弹进了左舷的炮廓，將整個炮廓天花板炸开，導致在炮廓內的炮組人員全數阵亡。燃燒的碎片有一部分落入附近的彈藥艙，並點燃了火焰，所幸艦上人員迅速打開閥門灌入海水才得以阻止爆炸發生。另一發砲彈擊中船艏，造成直徑約80（3.1英寸）的孔洞，导致前砲塔下方基座進水。僚艦布韋號也碰觸到水雷，不到55秒便沉入海中，這才讓英法聯軍驚覺已誤入水雷陣。聯軍艦隊在鄂圖曼的炮火與水雷攻擊中重創，迫使英國海軍上將約翰·德·羅貝克下令全艦撤退，法國分艦隊也因此開始撤離該海域。蘇弗朗號後來降下艦上的司令駁船，搶救75名來自布韋號的落難船員，並護送嚴重受損的高盧人號離開達達尼爾海峽。高盧人號則是船艏嚴重進水，不得不在達達尼爾海峽口的兔島擱淺，避免軍艦完全沉沒。

#### 加里波利之戰與希臘
經歷加里波利海戰慘敗後，蘇弗朗號於1916年3月25日啟航，護送受損的高盧人號經馬爾他返回土倫。2日過後，2艦在海上遭遇暴風雨，不得不轉往納瓦林灣避難，最後在4月3日才抵達土倫。在完成護送高盧人號任務後，蘇弗朗號立刻於5月20日返回達達尼爾海峽支援搶灘登陸的協約國部隊，持續為聯軍陸面部隊提供砲火支援至12月31日為止。隨著聯軍在陸面作戰不利，海陸兩軍最終不得不撤離該地。當蘇弗朗號撤回科斯島凱法洛斯時，不慎撞到同樣從加里波利撤離的英國圣奧斯瓦德號運輸船（Saint Oswald），這場意外造成圣奧斯瓦德號沉沒；本艦也嚴重受損，只得於1916年1月20日返回土倫大修，經歷4個月才修復。
維修完後，蘇弗朗號被指派到另一個分艦隊，與6艘前無畏艦前往巴爾幹半島，防止希臘王室干涉薩洛尼卡前線的狀況發生。由於祖國號於7月9日離開艦隊返回土倫進行大修，蘇弗朗號隨後接替其任務並成為艦隊旗艦。10月7日，蘇弗朗號、祖國號、民主號一同駛入埃萊夫西納港內，將砲口瞄準希臘的基爾基斯號戰艦、利姆諾斯號戰艦、埃利號防護巡洋艦。2軍接下來一度形成對峙狀態，然而希臘王國很快地向協約國投降，事件以和平落幕。3艦最終沒有向任何希臘軍艦開火，任務結束後便撤至其他港口進行整補。

#### 沉沒
蘇弗朗號在離開希臘後，原預計在比塞大海軍基地進行維修，但洛里昂兵工廠突然向海軍總部通知目前有空船塢可使用時，便決定轉而前往洛里昂。本艦於1916年11月15日開始前往比塞大，並在11月18日抵達；經過2日的整補後，於11月20日離開比塞大；在前往直布羅陀途中遭到惡劣天氣的干擾，遲至11月23日才抵達。蘇弗朗號接下來於直布羅陀進行1日的整補，隔日在沒有軍艦護送的狀態下離開該地。11月26日早晨，蘇弗朗號航行至葡萄牙里斯本沿岸約50海里（92.6；57.5英里）處時，遭遇正前往奧匈帝國卡塔羅海軍基地的德國U-52号潜艇。U-52號潛艇發現蘇弗朗號，便向本艦發射數枚魚雷，其中一枚魚雷命中彈藥艙引發殉爆，導致本艦在幾秒內迅速地沉入海中。船沉之後，U-52號在附近搜查一陣子，但沒有發現任何倖存者，總計蘇弗朗號艦上648名船員皆在這次奇襲中全數罹難。

## 延伸閱讀
- Jordan, John; Caresse, Philippe. . Naval Institute Press. 2017. ISBN 978-1-59114-639-1 （英语）.

## 外部連結
- Suffren at Battleships-Cruisers.co.uk （页面存档备份，存于）
- Navies of World War I: French Navy（页面存档备份，存于）